# Питерсон, Джим
Джеймс Ду́глас (Джим) Пи́терсон (англ. James Douglas «Jim» Peterson) — американский тренер по фигурному катанию.

## Карьера
Питерсон представлял США в парном катании в конце 1990-х годов. Партнёршей его была Натали Вландис, но каких-либо заметных успехов пара не достигла.
Джим Питерсон начал тренировать спортсменов в 2001 году во Флориде. Был тренером года в Профессиональной Ассоциации по развитию фигурного катания в 2009 и 2010 годах, а также получил премию USOC по развитию спорта в 2009 году. Среди его бывших и нынешних учеников такие фигуристы, как Денни Кейди и Джереми Барретт, Аманда Эвора и Марк Ладвиг, Трейси Танович и Майкл Чо.
Сразу две пары Питерсона (Денней/Барретт и Эвора/Ладвиг) представляли США на Олимпийских играх в Ванкувере, при том что других представителей в парном катании у страны не было. Питерсон продолжает тренировать фигуристов в сотрудничестве с Элисон Смит и Линдоном Джонстоном на катке «Лёд Эллентона» и в других спортивных комплексах.